# Siegfried Kawerau
Georg Siegfried Kawerau (né le 8 décembre 1886 à Berlin, mort le 16 décembre 1936 dans la même ville) est un pédagogue allemand.

## Biographie
Siegfried Kawerau est le fils de Hermann Kawerau (de), professeur de musique. Il étudie de 1904 à 1909 à Berlin et à Breslau. En 1910, il obtient l'agrégation d'allemand, d'histoire et de latin et un doctorat à l'université de Königsberg. L'année suivante, il devient professeur à l'école évangélique de Bucarest et à l'automne 1913 à Landsberg-sur-la-Warthe. Il fait son service militaire quand éclate la Première Guerre mondiale. En 1915, il est blessé à Verdun et n'est plus apte au combat, il retourne à l'enseignement à Landsberg.
Dans des conférences à des associations d'enseignants, il explique l'éducation interconfessionnelle et la coéducation. De même, il appelle à dépasser la confessionnalisation (de) et à la séparation entre l'Église et l'État. Il prend part à l'enseignement patriotique début 1918 et enseigne à l'automne 1919 dans de grandes écoles à Berlin. Dans le cadre de la révolution de novembre 1918, il prend part au comité de réforme des philologues de Berlin et publie avec Max Hermann Baege (de) le journal Die Neue Erziehung (de). À l'automne 1919, il adhère au SPD et au Bund Entschiedener Schulreformer. Il est membre de la Conférence de l'école du Reich (de) en 1920 et s'oppose à Heinrich Schulz et compromis de Weimar (de) pour l'éducation. Déçu par leurs orientations, il quitte l'Association des enseignants sociaux-démocrates, l'Église évangélique luthérienne et pour peu de temps le Bund Entschiedener Schulreformer ; il revient au Bund en 1921.
À partir de 1921, il est membre de l'assemblée de district de Charlottenbourg et de 1925 à 1930 conseiller municipal. Il plaide pour une réforme de l'enseignement de l'histoire. En 1927, il devient directeur du lycée de Cölln. Lors de la prise du pouvoir des nazis en 1933, il est arrêté puis libéré au bout de plusieurs mois et mis à la retraite en septembre 1933. Il ne survit pas à la dégradation de sa santé au moment de son emprisonnement.
Siegfried Kawerau était un ami de Rainer Maria Rilke.

### Source de la traduction
- (de) Cet article est partiellement ou en totalité issu de l’article de Wikipédia en allemand intitulé « Siegfried Kawerau » (voir la liste des auteurs).